# Gástrula

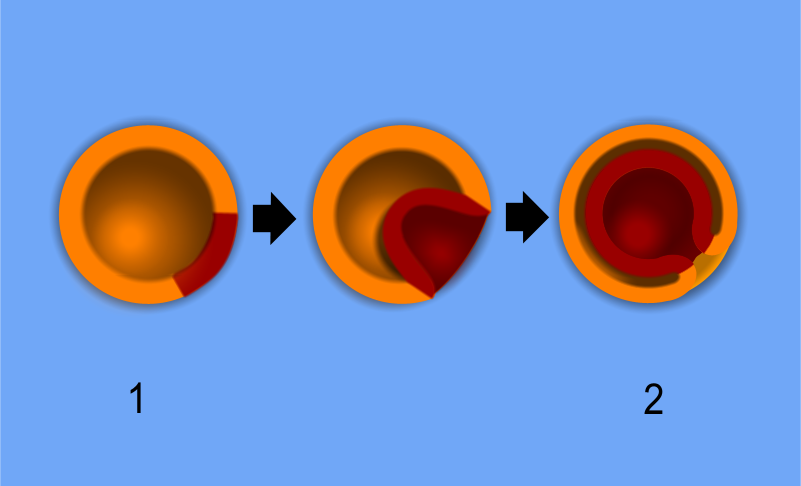
1 - blástula, 2 - gástrula; laranja - ectoderme, vermelho - endoderme.

Em biologia e especificamente em embriologia, gástrula é a terceira fase do desenvolvimento embrionário dos animais triploblásticos.
No início da gastrulação, o embrião (blástula) é uma esfera cheia de líquido, com um polo animal e um polo vegetal. As células do polo vegetativo começam então a dividir-se mais rápido que as outras e invaginam formando um espaço chamado arquêntero (que significa intestino primitivo). Algumas células separam-se da parede e migram para o blastocélio tornando-se células do mesênquima; estas células dividem-se formando filamentos chamados filopódios que empurram o arquêntero para o polo animal. O arquêntero que, até essa altura era um tubo fechado, abre-se para o exterior, formando a boca nos protostómios e nos deuterostômios o ânus do embrião. O humano é o segundo caso.
Estão assim formadas as três camadas do embrião:
- endoderme:  forma o arquêntero;
- ectoderme:  forma a superfície exterior da gástrula (e que se irá dar origem à pele e ao sistema nervoso central do animal;
- mesoderme: formada pelas células do mesênquima, que dará origem aos restantes órgãos internos.

O próximo estágio de desenvolvimento do embrião chama-se nêurula.